# Reiner Claus Bingemer
Reiner Claus Bingemer, üblich R. Claus Bingemer, (* 26. April 1926; † 23. März 2018) war ein deutscher Versicherungskaufmann und Manager.
Bingemer war Mitbegründer (Hannover Finanz) und von 1966 an Mitglied des Vorstandes der Hannover Rück. Ab 1971 war er zudem Vorstandsmitglied der E+S Rückversicherung AG. Von 1979 bis 1992 Vorstandsvorsitzender der Hannover Rück, einer der größten Rückversicherungsgesellschaften der Welt mit Hauptsitz in Hannover, sowie der E+S Rückversicherung AG. Von 1987 bis 1991 war er zudem Vorstandsmitglied der HDI Haftpflichtverband der Deutschen Industrie. Von 1992 bis 1997 gehörte er dem Aufsichtsrat der Hannover Rück an sowie von 1993 bis 2002 dem Aufsichtsrat der E+S Rückversicherung AG.
Ebenso war er mehr als drei Jahrzehnte Vorsitzender des Beirates der Dirk Rossmann GmbH.